# Большой Микулин стан
Большой Микулин стан — крупнейшее административно-территориальное образование внутри Коломенского уезда (по доекатерининскому делению). Занимал треть уезда и имел трехчастную структуру: окрестности Коломны, устье реки Нерской (древний судоходный путь) и пограничье с Московским уездом. Центр — с. Никульское (ныне — Коломенский район Московской области). Стан просуществовал до губернской реформы Екатерины II.

## Погосты
Древнейшим подразделением стана были погосты. Ко второй половине XVI века они утратили административную функцию и превратились в приходские храмы. В 1577-1578 гг. погостов было 13: 
- на речке Песоченке с церковью Николы Чудотворца
- погост с церковью Покрова Пречистые Богородицы
- на речке Шелоховке с церковью Воскресения Христова
- на речке Коломенке с церковью Симеона Богоприимца
- в верховье реки Коломенки с церковью Никиты Страстотерпца
- погост с храмом Василия Кесарийского
- на речке Осенке с церковью Покрова Пречистые Богородицы
- на речке Коломенке с церковью страстотерпца Христова Дмитрия
- на суходоле с церковью Дмитрея Селунского
- погост (о местонахождении и храме нет данных)
- на берегу Оки реки (возле перевоза) с церковью Троицы Живоначальныя
- на Бучневе, над прудом, с церковью Николы Чудотворца
- на речке Шелоховке с церковью Рождества Христова с пределом Парасковеи, нареченные Пятницы

## Поселения
На территории Большого Микулина стана располагались следующие населенные пункты, входящие ныне большей частью в Коломенский район Московской области:
- Акатьево
- Алфимово
- Андреевское
- Барановка
- Бачманово
- Белые Колодези
- Бобренево
- Верхнее Хорошово
- Воловичи
- Гололобово
- Городище Юшково
- Гостилово
- Губастово
- Дубна
- Дуброво
- Ерково
- Жуково
- Карасево
- Колычево
- Конев Бор
- Лыково
- Малое Лупаково
- Малое Уварово
- Настасьино
- Непецино
- Нижнее Хорошово
- Никульское
- Орехово
- Павлеево
- Пески
- Подлипки
- Семибратское
- Суворово
- Троица
- Чанки
- Черкизово
- Чуркино
- Шкинь